# Chromadorina armata
Chromadorina armata är en rundmaskart som först beskrevs av Allgen 1933.  Chromadorina armata ingår i släktet Chromadorina och familjen Chromadoridae. Inga underarter finns listade i Catalogue of Life.